# Damonita
Damonita is een geslacht van weekdieren uit de klasse van de Gastropoda (slakken).

## Soorten
- Damonita geminoropiformis Climo, 1981